# Frederick Nance
Frederick Nance (* 13. August 1770 in Amelia, Amelia County, Colony of Virginia; † 10. Februar 1840 in Newberry, South Carolina) war ein US-amerikanischer Politiker. Zwischen 1808 und 1810 war er Vizegouverneur des Bundesstaates South Carolina.

## Werdegang
Frederick Nance wurde in Virginia geboren und kam schon in seinen jungen Jahren in das Newberry County in South Carolina. Er war einer der ersten Siedler in der Stadt Newberry. Noch vor dem Jahr 1800 war er ein erfolgreicher Händler. 1794 wurde er auch Gerichtsdiener in seiner neuen Heimat.
Politisch schloss sich Nance der von Thomas Jefferson gegründeten Demokratisch-Republikanischen Partei an. Im Jahr 1808 wurde er von der South Carolina General Assembly an der Seite von John Drayton zum Vizegouverneur von South Carolina gewählt. Dieses Amt bekleidete er zwischen dem 10. Dezember 1808 und dem 8. Dezember 1810. Dabei war er Stellvertreter des Gouverneurs. Unklar ist, ob er auch zeitweise dem Senat von South Carolina angehört hat. Frederick Nance starb am 10. Februar 1840 in Newberry.